# Chilobrachys oculatus
Chilobrachys oculatus är en spindelart som först beskrevs av Tamerlan Thorell 1895. Chilobrachys oculatus ingår i släktet Chilobrachys och familjen fågelspindlar.
Artens utbredningsområde är Myanmar. Inga underarter finns listade i Catalogue of Life.